# Agencia estatal de aviación civil (Azerbaiyán)
La agencia estatal de la aviación civil del Ministerio de transporte, comunicación y tecnologías altas de la República de Azerbaiyán (en azerbayano Azərbaycan Respublikasının Nəqliyyat, Rabitə və Yüksək Texnologiyalar Nazirliyi yanında Dövlət Mülki Aviasiya Agentliyi) - es la institución del gobierno en el marco del Gabinete de Azerbaiyán, que regula  la actividad de esfera de la aviación civil en Azerbaiyán. Agencia de aviación civil es el miembro de la Conferencia Europea de Aviación Civil. El jefe de agencia es Arif Mammadov. 

## Historia
La agencia estatal de la aviación civil de Azerbaiyán fue creado el 12 de enero de 2018 en la base de la Administración estatal de la aviación civil de Azerbaiyán, establecido por el orden presidencial del 29 de diciembre de 2006 con el objetivo de la regulación y el mejoramiento de la aviación civil en el territorio azerbaiyano y el desarrollo de la cooperación internacional en la esfera de civil internacional.

## Actividad
La agencia en su actividad se orienta por la Constitución de la República de Azerbaiyán, Leyes de la República de Azerbaiyán, leyes presidenciales y disposiciones del Gabinete de Azerbaiyán, tratados internacionales, uno de los partes de los que es Azerbaiyán, requisitos de las organizaciones internacionales de la aviación civil, también Carta de la Agencia de la aviación civil de Azerbaiyán, aprobado el 22 de mayo de 2018 (en la base de Carta de la Administración del 20 de abril de 2007).
La agencia organiza su actividad mediante de aparato central y subjetos estatales de la aviación civil. La agencia preside por el director y dos subdirectores.La estructura de Agencia consta de departamento de la seguridad de aviación, registro estatal de licenciado, departamento de las relaciones internacionales y departamento de finanzas.

### Funciones de gestión de agencia
- formación de política de la República de Azerbaiyán en la esfera de la aviación civil y garantía de la realización de esa política;
- supervisión en la seguridad de los vuelos de aeronaves civiles;
- supervisión en la seguridad y protección del medio ambiente;
- realización de las normas de regulación en la esfera de aviación, participando en la cooperación con las organizaciones internacionales adecuadas, también con las instituciones de los países extranjeros;
- realización de la certificación de las empresas de la aviación civil en el país en consecuencia de los estandartes y requisitos internacionales;
- concesión de permisos para loa aeronaves de la aviación civil de los estados extranjeros para las operaciones contratadas dentro del país;
- supervisión en las empresas de la aviación civil:
- desarrollo de la competencia en el mercado del transporte aéreo;
- realización de las investigaciones de los incidentes en la esfera de la aviación civil;
- presentación de los propuesto en el Gabinete de Azerbaiyán sobre la construcción,  la apertura o el cierre de los aeropuertos en el país.

La agencia también realiza el labor sobre la prevención de las operaciones ilegales del transporte aéreo en el territorio del país.

### Tareas principales
- realización de las normas en la esfera de la aviación civil;
- garantía de los programas estatales en la esfera adecuada;
- regulaciín de la actividad de otros órganos de la aviación estatal, que existen en el país;
- realización de negociaciones y firma de los tratados, también ejecución de los acuerdos internacionales;
- garantía del desarrollo de la aviación civil;
- garantía del uso racional del presupuesto de la aviación civil;
- garantía de información de población sobre la actividad de la agencia de la aviación civil;
- examen de denuncias, relacionados con la actividad de la agencia y tomar las medidas determinadas;
- participación en el desarrollo de la concepción de la política del estado en la esfera de la seguridad en la aviación civil;
- investigación financial y económica de los estados de los subjetos de la aviación civil;
- tomar las medidas de aumentación de eficacia de los subjetos de la aviación civil;
- realización de los servicios informativos, aéreonavigaciones, meteorológicos y de telecomunicación en aéreo del país;
- realización del registro de los aeronaves locales, subjetos de la aviación civil, personal de aviación, etc.
- desarrollo de las tarifas de transporte internacional, etc.